# 紅葉銀行

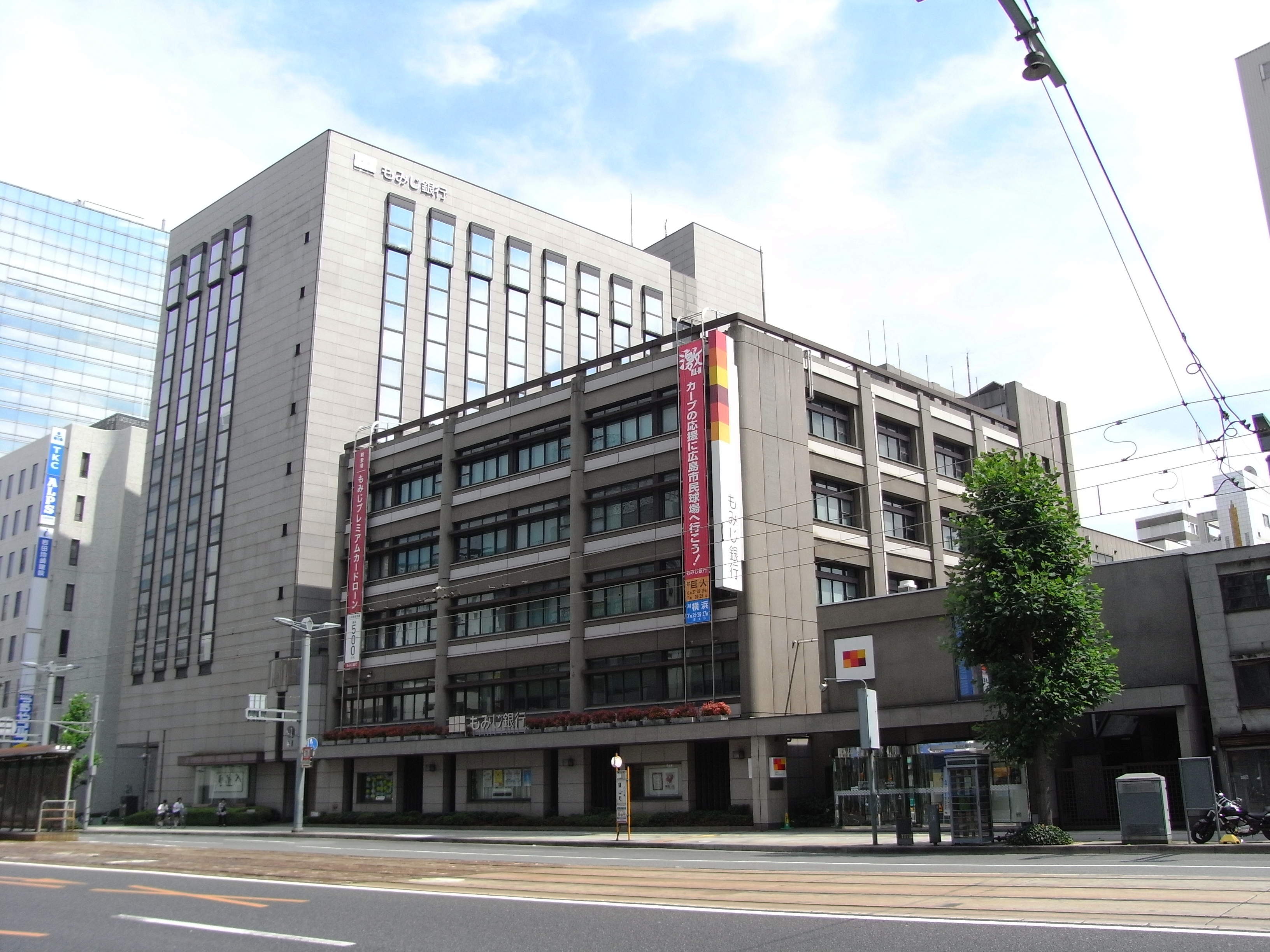

紅葉銀行 (日语：／)是總店位於日本廣島縣廣島市中區的第二級地方銀行。日本統一金融機關編碼為0569。

## 銀行簡介
合併後，資產值為339億日圓，員工人數為2604人，現金值2兆5048億日圓，貨款總額為1兆9950億日圓，廣島縣連同全省分店為125支店及42辦事處（截止2004年5月1日）。
2005年3月，本行宣佈和山口銀行進行策略聯盟。2005年12月，兩行通過計劃於2006年10月1日成立「山口金融集團股份有限公司」。控股公司將會與位於山口縣下關市的山口銀行共同聯繫。控股公司的「紅葉」這個品牌，也隨著和山口銀行建立經營。還有，2005年12月，廣島總合銀行的資金在取得山口銀行股權的紅葉控股股份有限公司也相繼撤銷。

## 沿革
- 1941年4月22日，廣島無盡股份有限公司、藝備無盡股份有限公司、雙益無盡股份有限公司及山陽無盡股份有限公司合併為廣島無盡股份有限公司。
- 1941年11月，吳無盡股份有限公司和吳洋無盡股份有限公司合併為吳無盡股份有限公司成立。
- 1951年10月，廣島無盡股份有限公司更名為廣島相互銀行股份有限公司；吳無盡股份有限公司更名為吳相互銀行股份有限公司。
- 1970年10月，廣島相互銀行股份有限公司和廣島縣環衛授信股份有限公司合併。
- 1989年2月，廣島相互銀行股份有限公司轉換為普通銀行，更名為廣島總合銀行股份有限公司。吳相互銀行股份有限公司轉換為普通銀行，更名為瀨戶內銀行股份有限公司。
- 2001年9月28日，廣島總合銀行股份有限公司和瀨戶內銀行股份有限公司進行改組，兩行成立控股公司為「紅葉控股股份有限公司」在2001年10月1日成立，並進行把兩行私有化。
- 2004年5月1日，廣島總合銀行股份有限公司和瀨戶內銀行股份有限公司合併為紅葉銀行股份有限公司。這次是首次第二級地方銀行控股公司旗下合併之一。

## 關連項目
- 日本銀行列表

## 外部連結
- 紅葉銀行 momijibank.co.jp （页面存档备份，存于）
- 紅葉控股網站 momiji-hd.co.jp
- 山口金融集團網站 ymfg.co.jp （页面存档备份，存于）